# Barel Mouko
Barel Morial Mouko (Pointe-Noire, República del Congo, 5 de abril de 1979), futbolista congoleño. Juega de portero y su actual equipo es el Lille OSC de la Ligue 1 de Francia.

## Selección nacional
Ha sido internacional con la Selección de fútbol del Congo, ha jugado 16 partidos internacionales.

## Clubes
| Club        | País    | Año       |
| ----------- | ------- | --------- |
| Dijon FCO   | Francia | 2003-2008 |
| FC Gueugnon | Francia | 2009      |
| Lille OSC   | Francia | 2009-     |

- Datos: Q2707137
- Multimedia: Barel Mouko / Q2707137